# Apalodium
Apalodium là một chi rêu trong họ Bryaceae.